# Dario tigris
Dario tigris, besser bekannt als Dario sp. „Black Tiger“ oder sp. „Myanmar“, ist ein tropischer Süßwasserfisch aus der Familie der Blaubarsche (Badidae) und stammt aus dem nördlichen Myanmar.

## Merkmale
Unter den Dario-Spezies besitzt D. tigris ein einzigartiges Farbmuster aus acht senkrechten Streifen, von denen bei den Männchen die ersten beiden aschgrau, die anderen sechs orangerot gefärbt sind. Dorsolateral auf Kopf und Nacken sind kleine schwarze Flecken in drei bis vier Reihen angeordnet. Er unterscheidet sich von seinem engen Verwandten Dario hysginon durch eine geringere Zahl an Rückenflossenstrahlen (14 vs. 15) und weniger Wirbelknochen (12+12=24 vs. 12+13=25). Er wird zwischen 2,5 und 3,5 cm groß. Die Männchen sind weitaus farbenprächtiger als die Weibchen und entwickeln mit zunehmendem Alter längere Becken-, Rücken- und Afterflossen. Die Weibchen bleiben kleiner und haben eine deutlich kürzere, plumper wirkende Körperform.

## Verbreitung und Lebensraum
Der Typenfundort ist ein namenloser Bergbach südlich der Stadt Mogaung (Kachin-Staat) im Irrawaddy-Flussbecken in Nord-Myanmar. Weitere Fundorte sind ein Bach ca. 1,5 km auf der Straße zwischen Myit-son und der Regionalhauptstadt Myitkina sowie ein Graben neben Fischteichen 40 km nördlich von Myitkina auf der Straße nach Myit-son. Dario tigris teilt sich den Lebensraum an mindestens einem Fundort mit Dario hysginon.

## Paarung und Brutpflege
Zur Einleitung der Paarung zeigt das Männchen ein spezifisches Balzverhalten. Es zeigt kräftige Farben, breitet die Flossen aus und schwimmt mit flatternden Bewegungen wiederholt auf das Weibchen zu, um es in sein Revier zu locken. Ähnlich den Labyrinthfischen, umschlingen sich die Partner und es kommt zur Eiablage im freien Wasser bzw. auf dem Laichsubstrat. Im Gegensatz zu anderen Arten betreibt D. tigris keine aktive Brutpflege; das Männchen verteidigt lediglich die Eiablagestelle in seinem Revier. Sie sind Freilaicher und ob sie ihrem Laich nachstellen, ist unklar.

## Ernährung
Wie andere Dario-Spezies ernährt sich D. tigris von sehr kleinen Wirbellosen, Würmern, Insektenlarven und anderem Zooplankton. In der Aquarienhaltung kann man ihn mit Artemia, Wasserflöhen oder Glanzwürmern füttern. Gelegentlich wird auch Frostfutter angenommen.

## Taxonomie
Obwohl Dario tigris bereits seit 2005 in der Aquaristik bekannt ist, erfolgte die Erstbeschreibung erst durch Britz et al. im Mai 2022 zusammen mit Dario melanogrammus.